# Ialunínskoie
Ialunínskoie (en rus: Ялунинское) és un poble de l'óblast de Sverdlovsk, a Rússia, segons el cens del 2010 tenia 568 habitants.